# Cayleyjeva sekstika
Cayleyjeva sekstika (ali Cayleyjev sekstet) je v geometriji ravninska krivulja, ki spada v družino sinusoidnih spiral. Krivuljo je leta 1718 prvi obravnaval Colin Maclaurin. Arthur Cayley je krivuljo prvi podrobno raziskoval, leta 1900 pa jo je po njem imenoval Archibald.
Krivulja je simetrična glede na os x ({\displaystyle y=0\,}) in seka samo sebe v točki {\displaystyle x=-a/8,y=0\,}. Druga presečišča so še v izhodišču, kjer je prevojna točka, v točki {\displaystyle (a,0)\,} in z osjo y v točki {\displaystyle \pm 3/8{\sqrt {3}}\,}.
Cayleyjeva sekstika je nožiščna krivulja (ali ruleta) srčnice glede na njeno točko obrata.

## Enačbe Cayleyjeve sekstike
Enačba Cayleyjeve sekstike v polarnih koordinatah je:
{\displaystyle r=4a\cos ^{3}{\frac {\theta }{3}}\!\,.}
Ena oblika v kartezičnih koordinatah je:
{\displaystyle 4\left(x^{2}+y^{2}-ax\right)^{3}=27a^{2}\left(x^{2}+y^{2}\right)^{2}\!\,.}
Krivulja se lahko zapiše parametrično (kot periodična funkcija s periodo {\displaystyle \pi \mathbb {R} \to \mathbb {R} ^{2}\,}) z enačbama: 
{\displaystyle x(t)=\cos ^{3}t\cos 3t\!\,,}
{\displaystyle y(t)=\cos ^{3}t\sin 3t\!\,.}
Singularna točka je v {\displaystyle \pm \pi /3\,}

## Dolžina krivulje in ploščina
Dolžina celotne krivulje je enaka:
{\displaystyle s=6\pi a\!\,.}
Ploščina zunanje meje krivulje je:
{\displaystyle p=\left(5\pi +{\frac {1}{2}}9{\sqrt {3}}\right)a=23,50219\ldots a\!\,} (OEIS A118308),
in ploščina notranje zanke:
{\displaystyle p_{\rm {Z}}={\frac {1}{2}}\left(5\pi -9{\sqrt {3}}\right)a^{2}=0,05975299\ldots a^{2}\!\,,} (OEIS A118309).